# Халдейська релігія
Релігія (міфологія) Урарту — система вірувань, прийнята в державі Урарту, стародавній державі Передньої Азії, яке існувало в період з VIII по VI століття до н. е. на території Вірменського нагір'я. Релігія Урарту була типовою для близькосхідних деспотичних держав Стародавнього світу політеїстичний релігією і йшла корінням у давніші релігійні системи Месопотамії та Анатолії. Подібно до інших релігійних систем Стародавнього Сходу в урартській релігії існував великий пантеон божеств, які сприяють різним явищам, верховним богом урартського пантеону був бог Халді. Зв'язок людей з божествами пантеону встановлювалася через ритуали жертвопринесень. Релігія Урарту також містила характерні для Давнього Сходу мотиви дерева життя, змія, крилатого диску та інші, які збігалися з аналогічними елементами інших релігійних систем Месопотамії. Характерною рисою релігії Урарту була відносна релігійна терпимість, що було обумовлено багатонаціональної структурою держави.

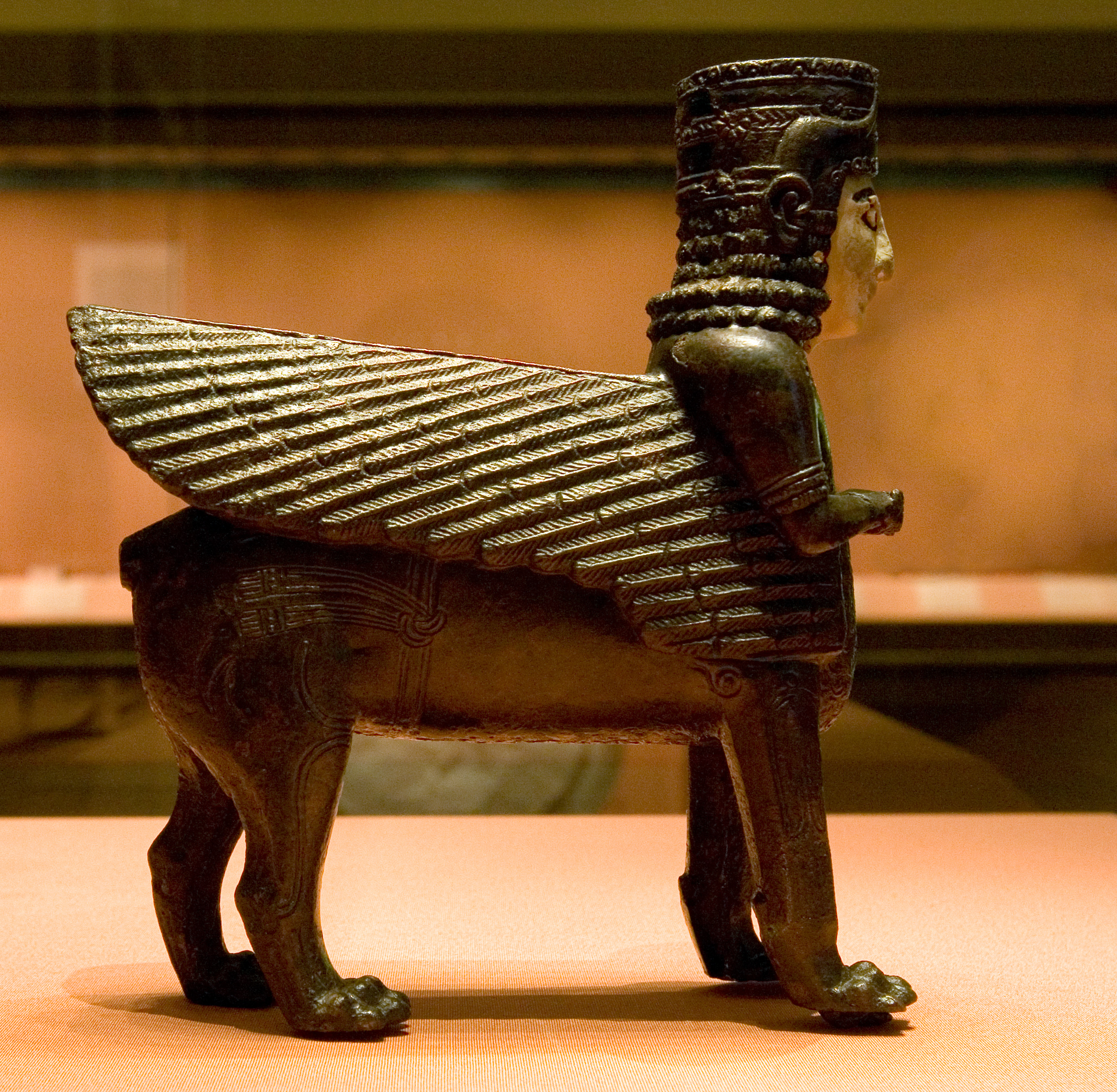
Урартське крилате божество, бронза, Топрак-кале, Ермітаж

## Джерела для вивчення урартської релігії

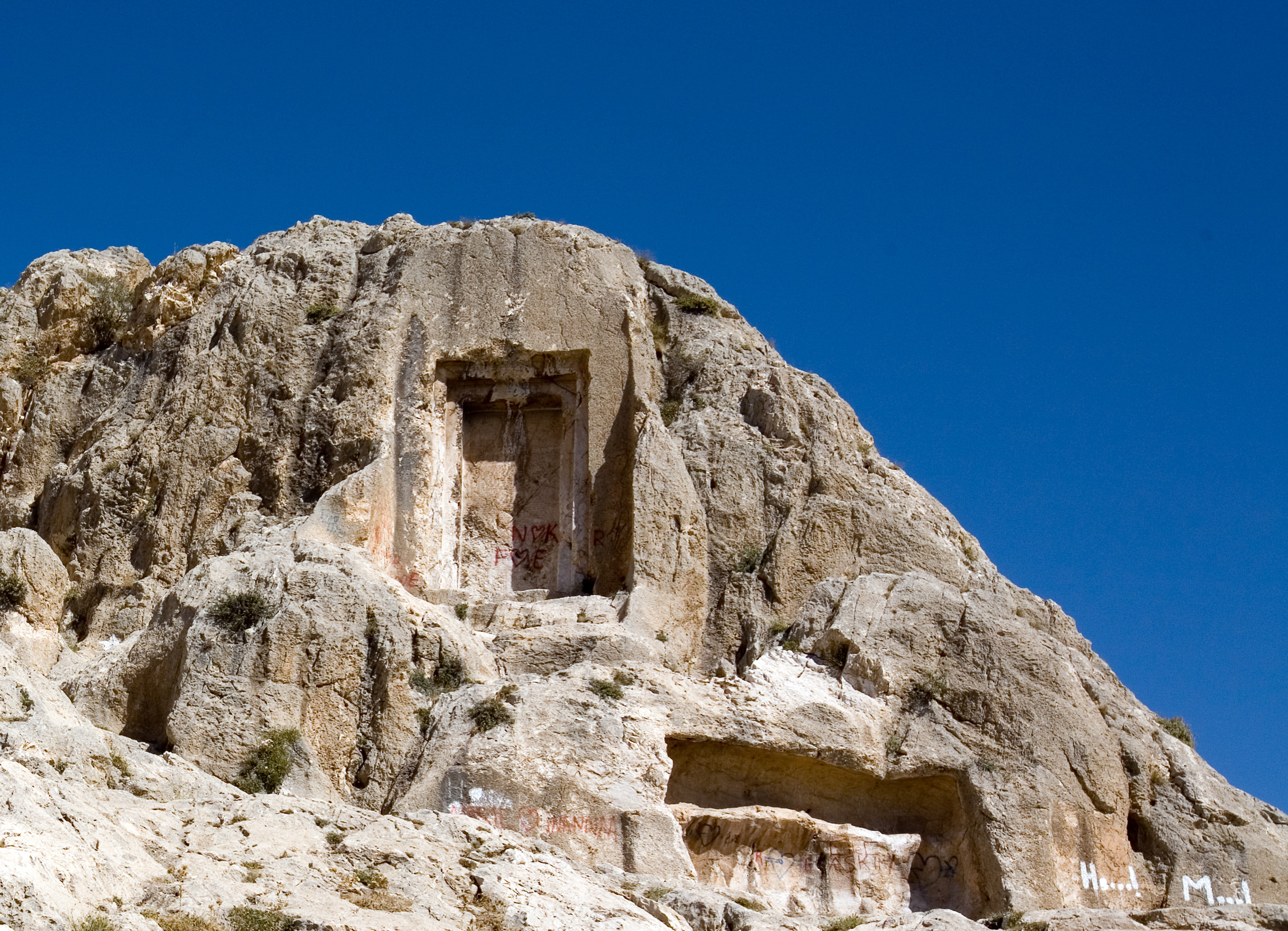
Т. зв. «Двері Мхера» — «ворота бога» поблизу Русахінілі

## Ритуали поховань

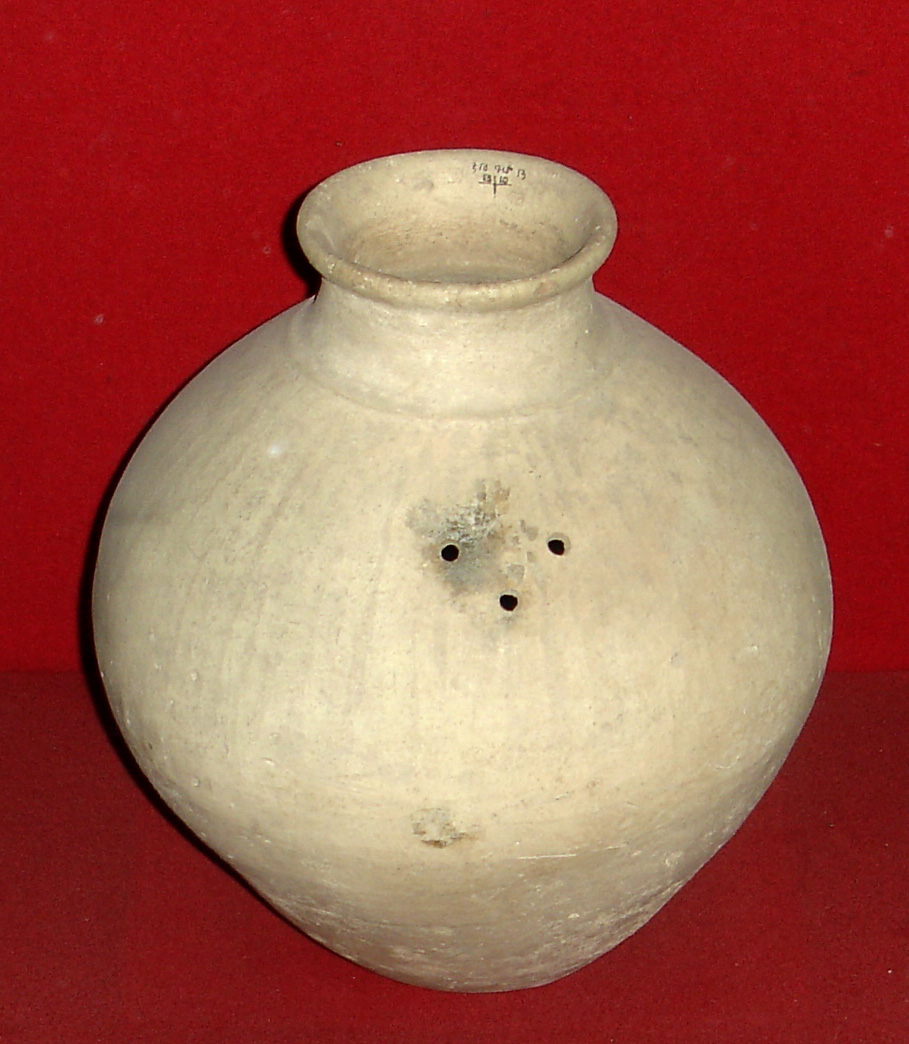
урартська похоронна урна, Кармір-Блур, музей «Еребуні»